# 热尔拉什岛

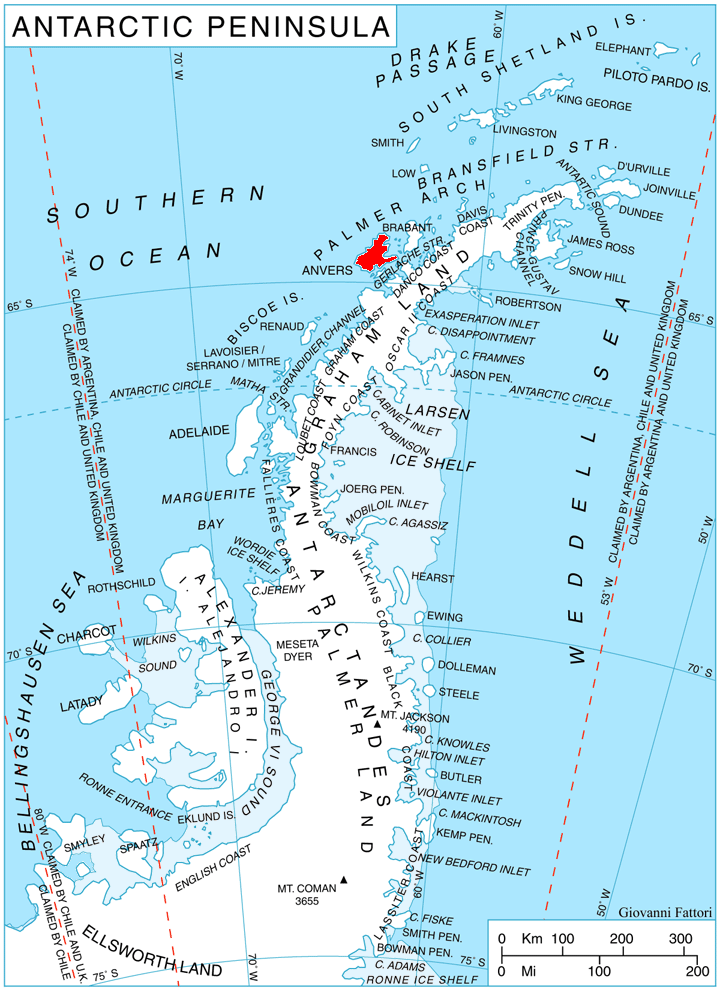

热尔拉什岛（Gerlache Island）是南極洲的島嶼，位於帕默群島的昂韋爾島西岸，由让-巴蒂斯特·沙尔科率領的法國探險隊繪入地圖，以阿德里安·德·热尔拉什命名。
64°35′S 64°16′W / 64.583°S 64.267°W